# Reggie Roby
Reginald Henry Roby, detto Reggie (Waterloo, 30 luglio 1961 – Nashville, 22 febbraio 2005), è stato un giocatore di football americano statunitense che ha giocato nel ruolo di punter nella National Football League (NFL). Al college giocò a football all'Università dell'Iowa.

## Carriera
Roby fu scelto dai Miami Dolphins nel corso del sesto giro (167º assoluto) del Draft NFL 1983. Con 38,7 yard nette media per punt guidò la lega nel 1986, mentre le sue 45,7 furono il massimo della NFL nel 1991. Nel 1985 stabilì un record del Pro Bowl calciando 10 punt. Le 58,5 medie per punt fatte registrare nella gara del 28 settembre 1986 rimangono un record di franchigia dei Dolphins.
Roby giocò sedici stagioni NFL calciando 992 punt, rendendo popolare l'ora standard approccio a due passi per calciare. Fu uno dei pochi kicker afroamericani della storia della lega.

## Palmarès

### Franchigia
- American Football Conference Championship: 1

Miami Dolphins: 1984

### Individuale
- Convocazioni al Pro Bowl: 3

1984, 1989, 1994
- All-Pro: 7

1984, 1985, 1986, 1987, 1989, 1991, 1994
- PFWA All-Rookie Team - 1983
- Formazione ideale della NFL degli anni 1980

## Statistiche
| Punt  | 992    |
| Yard  | 42.951 |
| Media | 43,3   |